# Durchschossenes Exemplar

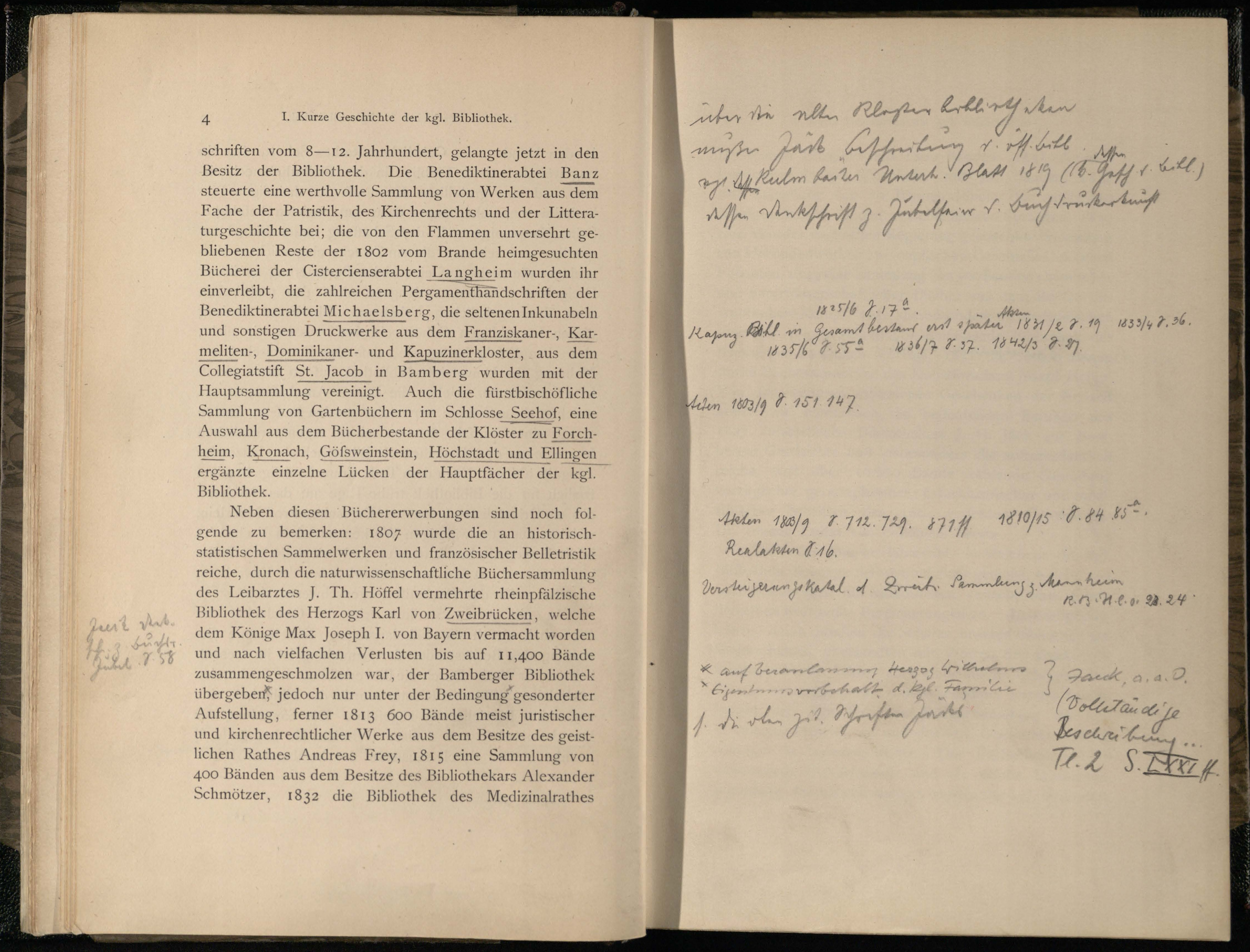
Durchschossenes Exemplar des „Führers durch die Königliche Bibliothek zu Bamberg“ von Friedrich Leitschuh

Ein durchschossenes Exemplar bezeichnet in der Buchherstellung ein Buch oder einen Druck, bei dem nach jedem bedruckten ein leeres Blatt eingebunden wurde, um handschriftliche Ergänzungen oder Notizen auf der jeweils gegenüber liegenden Seite zu ermöglichen. Dies kann bereits durch den Verlag erfolgt oder vom Eigentümer des Buches beim Buchbinder veranlasst worden sein. Eine naheliegende Nutzungsform ist, dass ein Autor Verbesserungen oder Ergänzungen für eine geplante neue Auflage seines Buchs in ein durchschossenes Exemplar einträgt. Anders als beim Einlegen loser Blätter sind durch das Einfügen von Leerblättern nachträgliche Ergänzungen im durchschossenen Exemplar dauerhaft gesichert (so etwa bei Drucken alter Rechtstexte oder bei Bühnenmanuskripten wie dem Regiebuch).
Jean Paul berichtet über ein entsprechend eingerichtetes und verwendetes Bibelexemplar seines Vaters, eines Pfarrers: Dieser trug „in eine mit leeren Folioblättern durchschoßne Quartbibel bei jedem Verse die Nachweisung auf das Buch ein, worin er über ihn etwas gelesen“.